# Acacia dura
Acacia dura é uma espécie de leguminosa do gênero Acacia, pertencente à família Fabaceae.